# Мертве море
Ме́ртве мо́ре (івр. יָם הַ‏‏מֶ‏ּ‏לַ‏ח (Yām Ha-Melaḥ) — «море солі»; араб. البَحْر المَيّت (al-Baḥrᵘ l-Mayyitᵘ) — «Мертве море») — тектонічне, безстічне озеро в Ізраїлі та Йорданії.

## Назва
Насправді гебреї називали це море Соленим (Солоним). У Йосипа Флавія та Плінія воно носить назву Асфальтового озера. Назву Мертве море це море отримало від грецьких і римських авторів II ст., що закріпилося в церковній літературі раннього середньовіччя й перейшло з неї в усі європейські мови.

## Походження
Мертве море є безстічним озером розташованим в Йорданський Рифтовій долині, і є частиною Розлому Мертвого моря, що є трансформним розломом вздовж межі тектонічних плит між Африканською і Аравійською плитою. Розлом тягнеться від Східно-Анатолійського розлому в Туреччині до північної частини Рифту Червоного моря на півдні Синайського півострова. Існують дві суперечливі теорії про походження улоговини Мертвого моря. Стара теорія трактує, що улоговина знаходиться в рифтовій зоні — продовження Рифту Червоного моря, або навіть Великої рифтової долини Східної Африки. Але новітня теорія наполягає на тому, що Мертве море утворилося в результаті розлому уздовж Мертвого моря, що створив розширення земної кори з подальшим осіданням ґрунту.
Близько трьох мільйонів років тому сучасна долина річки Йордан, Мертве море і Ваді-Арава були неодноразово затопленні водами Середземного моря. Вода йшла крізь вузьку, криву бухту, яка була пов'язана з морем через сучасну Долину Їзреел. Повені в долині були залежні від масштабу довготермінових кліматичних змін. Содомське озеро, що розташоване в Рифті Мертвого моря має прошарок солі завтовшки 3 км. 
Згідно з геологічною теорією, близько двох мільйонів років тому відстань між рифтовою долиною і Середземним морем збільшилась до такої міри, що океан більше не затоплював долину. Таким чином затока стала озером. 
Перше таке доісторичне озеро має назву «Озеро Гомора». Озеро Гомора було солонуватим або мало прісну воду, було, принаймні, 80 км на південь від нинішнього південного краю Мертвого моря і за 100 км на північ, що значно вище сьогочасної Долини Хула, пізніше клімат став посушливішим, озеро Гомора скоротилося і стало солонішим. Солоне озеро, попередник Мертвого моря, зараз називають «Озеро Лісан».
У доісторичні часи була більша кількість опадів у сточищі озера Гомора. Від 70 000 до 12 000 років тому рівень озера змінювався від 100 м до 250 м вище, ніж його нинішній рівень. Озеро Лісан, різко змінювало рівень, з найвищим рівнем близько 26 тис. років тому, через вельми вологий клімат Близького Сходу. Близько 10 000 років тому, рівень води в озері різко скоротився, ймовірно, на рівні навіть нижче, ніж сьогодні. За останні декілька тисяч років рівень води в озері коливався близько 400 м, з деякими істотними падіннями і здійманнями. Можливо причиною була сейсмічна активність. 
Річка Йордан є єдиним великим джерелом води, що живить Мертве море.

## Географія та загальні відомості
Розташоване у тектонічній западині Гхор (Ель-Гор), на 395 м нижче рівня моря. 
Узбережжя Мертвого моря — найнижчий суходіл планети. 
Площа Мертвого моря — 1050 км², довжина — 76 км, середня глибина — 335-356 м. 
Береги пустельні, місцями скелясті. 
У Мертве море впадає р. Йордан.
Мертве море — одна з найсолоніших водойм світу (запас солей бл. 43 млрд т), концентрація солей — 300—310 ‰ (в окремі роки — 350 ‰). Ведеться видобуток калійних та ін. солей.

### Клімат
| Клімат Мертвого моря                   | Клімат Мертвого моря | Клімат Мертвого моря | Клімат Мертвого моря | Клімат Мертвого моря | Клімат Мертвого моря | Клімат Мертвого моря | Клімат Мертвого моря | Клімат Мертвого моря | Клімат Мертвого моря | Клімат Мертвого моря | Клімат Мертвого моря | Клімат Мертвого моря | Клімат Мертвого моря |
| Показник                               | Січ.                 | Лют.                 | Бер.                 | Квіт.                | Трав.                | Черв.                | Лип.                 | Серп.                | Вер.                 | Жовт.                | Лист.                | Груд.                | Рік                  |
| Абсолютний максимум, °C                | 26,4                 | 30,4                 | 33,8                 | 42,5                 | 45,0                 | 46,4                 | 47,0                 | 44,5                 | 43,6                 | 40,0                 | 35,0                 | 28,5                 | 47,0                 |
| Середній максимум, °C                  | 20,5                 | 21,7                 | 24,8                 | 29,9                 | 34,1                 | 37,6                 | 39,7                 | 39,0                 | 36,5                 | 32,4                 | 26,9                 | 21,7                 | 30,4                 |
| Середня температура, °C                | 16,6                 | 17,7                 | 20,8                 | 25,4                 | 29,4                 | 32,6                 | 34,7                 | 34,5                 | 32,4                 | 28,6                 | 23,1                 | 17,9                 | 26,1                 |
| Середній мінімум, °C                   | 12,7                 | 13,7                 | 16,7                 | 20,9                 | 24,7                 | 27,6                 | 29,6                 | 29,9                 | 28,3                 | 24,7                 | 19,3                 | 14,1                 | 21,9                 |
| Абсолютний мінімум, °C                 | 5,4                  | 6,0                  | 8,0                  | 11,5                 | 19,0                 | 23,0                 | 26,0                 | 26,8                 | 24,2                 | 17,0                 | 9,8                  | 6,0                  | 5,4                  |
| Норма опадів, мм                       | 7.8                  | 9.0                  | 7.6                  | 4.3                  | 0.2                  | 0.0                  | 0.0                  | 0.0                  | 0.0                  | 1.2                  | 3.5                  | 8.3                  | 41.9                 |
| Днів з опадами                         | 3,3                  | 3,5                  | 2,5                  | 1,3                  | 0,2                  | 0,0                  | 0,0                  | 0,0                  | 0,0                  | 0,4                  | 1,6                  | 2,8                  | 15,6                 |
| Вологість повітря, %                   | 41                   | 38                   | 33                   | 27                   | 24                   | 23                   | 24                   | 27                   | 31                   | 33                   | 36                   | 41                   |                      |
| -------------------------------------- | -------------------- | -------------------- | -------------------- | -------------------- | -------------------- | -------------------- | -------------------- | -------------------- | -------------------- | -------------------- | -------------------- | -------------------- | -------------------- |
| Джерело: Israel Meteorological Service |                      |                      |                      |                      |                      |                      |                      |                      |                      |                      |                      |                      |                      |

## Галерея

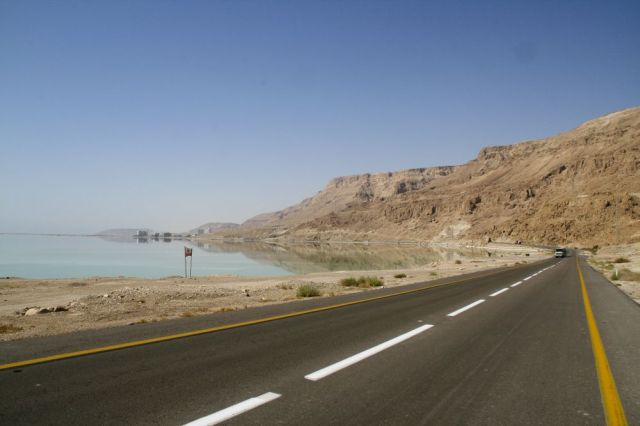
Ізраїльське шосе біля Мертвого моря
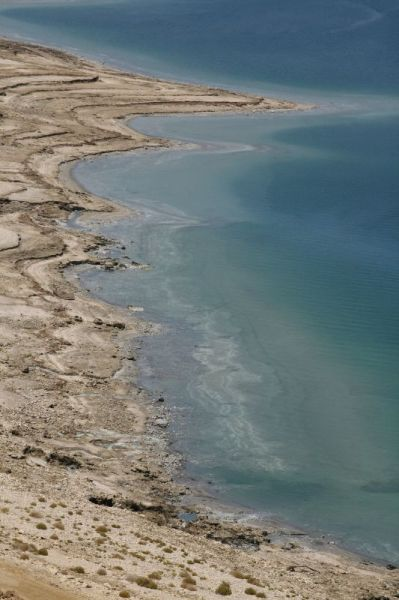
Узбережжя
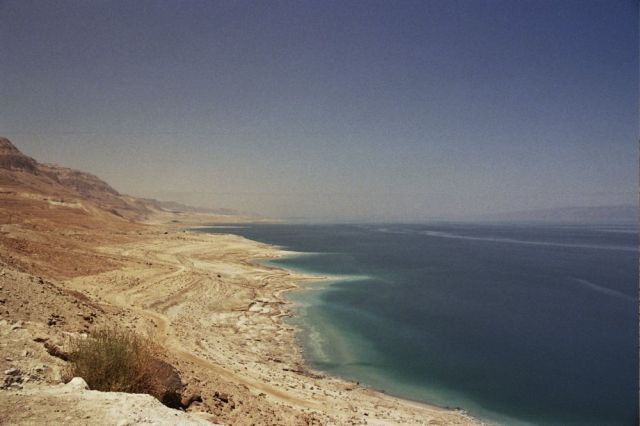
Берегова лінія (з боку Ізраїлю)
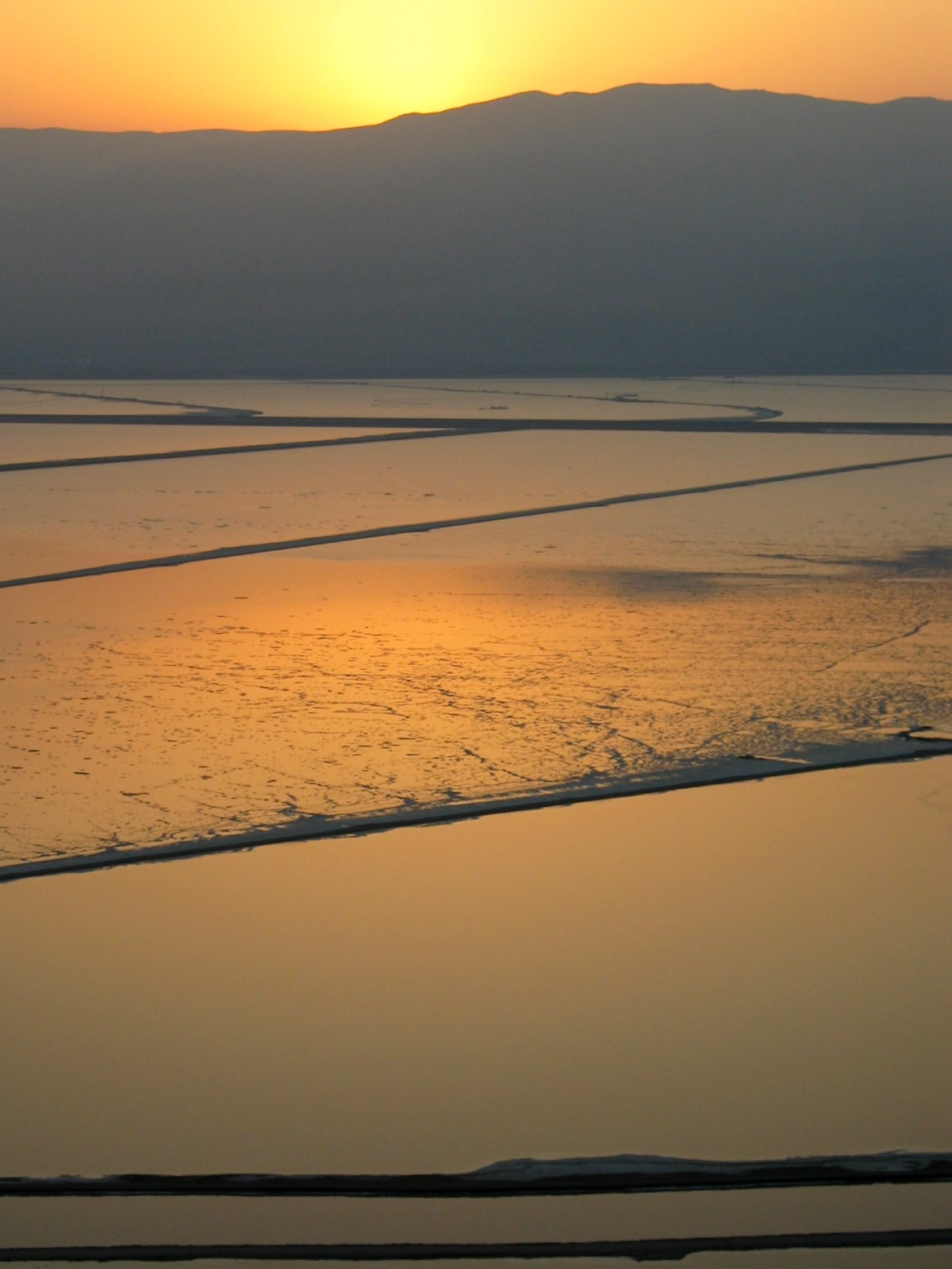
Мертве море на світанку (із Содомської гори, Ізраїль)
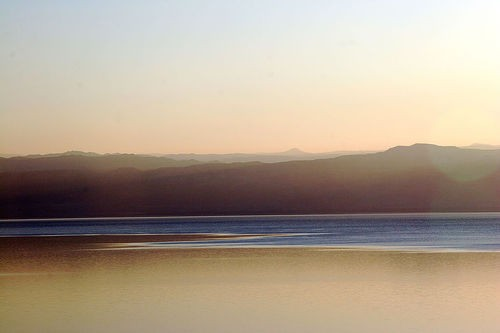
Мертве море в сутінках (з Сувайми, Йорданія)
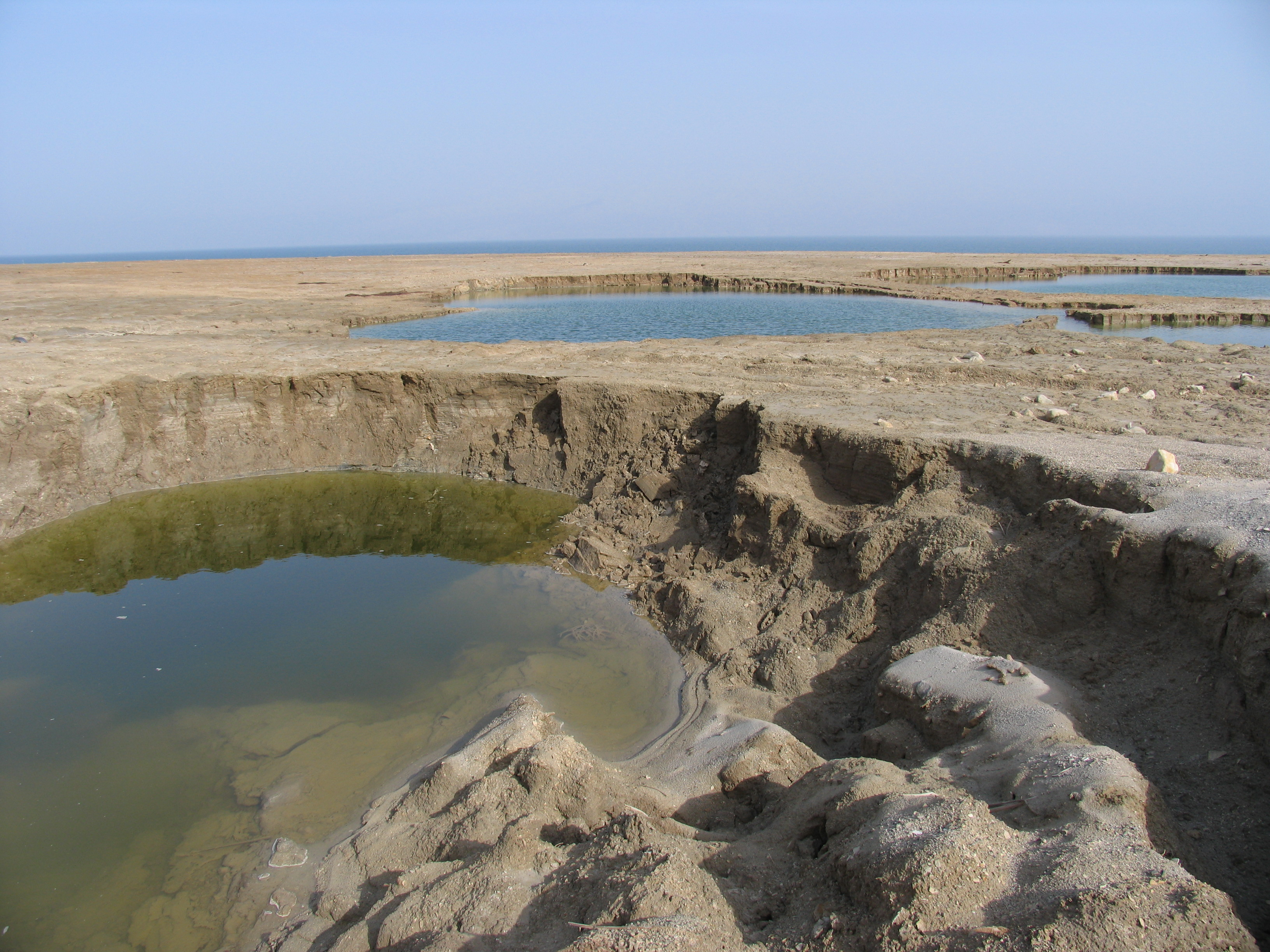
Сіль на мінеральному пляжі